# Kolejowa wieża ciśnień w Barczewie
Kolejowa wieża ciśnień w Barczewie – zabytkowa wieża ciśnień przy dworcu kolejowym w Barczewie. Zbudowana została w 1873 roku. Od 1980 jest wyłączona z użytku. Wraz z zespołem dworca od 2004 roku figuruje w rejestrze zabytków.